# Storåbränna
Storåbränna är en  by i Laxsjö socken, Krokoms kommun. Från 2015 avgränsar SCB här en småort.
Storåbränna grundades år 1783 av nybyggare från grannbyarna och har för närvarande drygt 60 invånare.
Genom hela byn rinner Storån, som fortsätter till Hammerdal.
Byn driver ett eget bykooperativ, ett äldreboende. Det finns också en snöskoterfirma, ett hotell (Big River Camp) med camping och husvagnsplatser samt en restaurang och en butik som säljer skoterkläder, skor med mera och hyr ut skotrar, en elektriker med eget företag.
Nära Storåbränna återfinns bland annat Lakavattnet och Stakafjället.